# William Clark százados emlékműve
William Clark százados emlékműve (más néven A Jefferson-hegy névadója) Michael Florin Dente, a Portlandi Egyetem oktatója által készített szoborcsoport az Amerikai Egyesült Államok Oregon államának Portland városában. 1988. december 11-én avatták fel.
A kőalapon három 2,1 méteres bronzszobor áll, amelyek William Clark felfedezőt, afroamerikai rabszolgáját, Yorkot és egy nem megnevezett őslakost ábrázolják. Az alkotást a George Floyd halálát követő tüntetések idején lebontották.

## Fordítás
- Ez a szócikk részben vagy egészben  a   Captain William Clark Monument című angol Wikipédia-szócikk ezen változatának fordításán alapul.  Az eredeti cikk szerkesztőit annak laptörténete sorolja fel. Ez a jelzés csupán a megfogalmazás eredetét és a szerzői jogokat jelzi, nem szolgál a cikkben szereplő információk forrásmegjelöléseként.